# Halmsried
Halmsried ist ein Gemeindeteil von Altomünster im oberbayerischen Landkreis Dachau. Am 1. Mai 1978 kam der Weiler Halmsried als Ortsteil von Wollomoos zu Altomünster.

## Geschichte
Der Ort erscheint erstmals schriftlich um 1260 als „Helmesriet“ im Güterverzeichnis des Klosters Altomünster.